# Tannbergalm
Die Tannbergalm, auch unter den Namen Seehuberalm oder Mayer-Gschwendter-Alm bekannt, ist eine Alm im Landkreis Traunstein in Bayern. Sie gehört zur Gemeinde Ruhpolding und liegt rund 6 km südwestlich der Ortschaft an einem mäßig steilen Nordosthang auf einer Höhe von 1250 m ü. NN. Westlich von ihr liegt die Haaralm, nördlich die Nesslauer Alm. Sie ist vom Ort Brand her erreichbar. Die Alm befindet sich im Eigentum der Bayerischen Staatsforsten und lag vor 2010 mehrere Jahrzehnte brach.
Im Rahmen des INTERREG IV A-Projekts Almen aktivieren – Neue Wege für die Vielfalt soll die frühere Vielfalt der Arten auf den Almen auch auf der etwa zehn Hektar großen Tannbergalm wieder herstellt werden.

## Auszeichnungen
- im Rahmen der EuRegio-Wiesenmeisterschaft wurde die Tannbergalm 2014 als eine der schönsten und artenreichsten Almen ausgezeichnet.[5][6]